# Distrito de Llaylla
El Distrito de Llaylla es uno de los nueve distritos que conforman la Provincia de Satipo, ubicada en el Departamento de Junín, bajo la administración del Gobierno regional de Junín, en el Perú.
Desde el punto de vista jerárquico de la Iglesia católica, forma parte de la Vicariato apostólico de San Ramón.

## Historia
El distrito de Llaylla fue creado mediante Ley N° 15481 del 26 de marzo de 1965, en el primer gobierno del Presidente Fernando Belaúnde. Cuando le preguntaba a los comuneros sobre la toponimia, ellos mencionan que hace referencia a la palabra de origen quechua " LLAQLLA" que hace referencia a las personas tímidas.

## Geografía
Abarca una superficie de 180,39 km².

## División administrativa

### Centros poblados
- Urbanos
- Rurales

## Autoridades

### Municipales
- 2019 - 2022[3]
  - Alcalde: Feliciano Yauri Montañez, del Movimiento Regional Sierra y Selva Contigo Junín.
  - Regidores:

  1. Esequiel Mesías Meza Blancas (Movimiento Regional Sierra y Selva Contigo Junín)
  2. Mercedes Eugenia Campos Hinostroza (Movimiento Regional Sierra y Selva Contigo Junín)
  3. Jhony Rolando Paraguay Bravo (Movimiento Regional Sierra y Selva Contigo Junín)
  4. José Aliaga Uscamayta (Movimiento Político Regional Perú Libre)
  5. Lesli Reymundo (Movimiento Regional Sierra y Selva Contigo Junín)

Alcaldes anteriores
Su primer alcalde fue Salvador Urco, nombrado por 3 años y luego por 2 años más (1961-1962).
- 2015 - 2018:[4] Saúl Rojas Malpartida, del Movimiento Junín Sostenible con su Gente (JSG).
- 2011 - 2014: Simeón Hurtado Palomino, del Movimiento Político Regional Perú Libre (PL).
- 2007 - 2010: Isaac Faustino Martínez Huari.

### Policiales
- Comisario: Sgto. PNP  .